# Convolvulus pseudocantabricus
Convolvulus pseudocantabricus là một loài thực vật có hoa trong họ Bìm bìm. Loài này được Schrenk mô tả khoa học đầu tiên năm 1841.